# Brittney Sykes
Brittney C. Sykes (ur. 7 lutego 1994 w Newark) – amerykańska koszykarka, występująca na pozycji rozgrywającej, reprezentantka kraju, od 2023 zawodniczka KGHM BC Polkowice, a w okresie letnim Washington Mystics w WNBA.
W 2012 wystąpiła w meczu gwiazd amerykańskich szkół średnich McDonald’s All-American. Została też zaliczona do drugiego składu All-USA, All-Tri-State oraz pierwszego All-State i All-Essex County. Jako zawodniczka ostatniej klasy liceum notowała 18,9 punktu, 12,9 zbiórki i 3,6 asysty. Poprowadziła swoją szkolną drużynę do mistrzostwa hrabstwa Essex. Wybrano ją także MVP meczu gwiazd North-South.
14 czerwca 2019 podpisała umowę z hiszpańską Spar Citylift Girona.
11 lutego 2020 trafiła w wyniku wymiany do Los Angeles Sparks. 8 lutego 2021 przedłużyła umowę z klubem. 1 lutego 2023 została zawodniczką Washington Mystics. 4 października 2023 dołączyła do KGHM BC Polkowice.

## Osiągnięcia
Stan na 4 lutego 2024, na podstawie, o ile nie zaznaczono inaczej.

### NCAA
- Wicemistrzyni NCAA (2016)
- Uczestniczka rozgrywek:
  - II rundy turnieju NCAA (2014–2017)
  - turnieju NCAA (2013–2017)
- Zaliczona do:
  - I składu:
    - NCAA Final Four (2016)
    - ACC (2017)
    - defensywnego ACC (2017)
    - najlepszych pierwszorocznych zawodniczek Big East (2013)
    - WBCA All-Region 1 (2017)
    - turnieju Florida Sunshine Classic (2017)

  - II składu ACC (2014)
  - składu NCAA All-America Honorable Mention (2017 przez WBCA)

### WNBA
- Zaliczona do:
  - I składu:
    - debiutantek WNBA (2017)
    - defensywnego WNBA (2021)[8]

  - II składu defensywnego WNBA (2020, 2022)[9]
- Liderka WNBA w przechwytach (2021, 2022)[10]
- Debiutantka miesiąca WNBA (lipiec, sierpień - 2017)

### Inne
Drużynowe
- Mistrzyni Węgier (2023)
- Zdobywczyni pucharu:
  - Polski (2024)[11]
  - Węgier (2023)

Indywidualne
- MVP tygodnia ligi izraelskiej (3x - 2017)
- Defensywna zawodniczka roku WNBL (2022)
- Zaliczona do I składu WNBL (2022)
- Liderka strzelczyń ligi izraelskiej (2018)

### Reprezentacja
- Mistrzyni Ameryki (2019)[12]